# Nile Breweries FC
Nile Breweries Football Club w skrócie Nile Breweries FC – ugandyjski klub piłkarski grający niegdyś w pierwszej lidze ugandyjskiej, mający siedzibę w mieście Jinja.

## Sukcesy
- I liga[1]:
  - mistrzostwo (1): 1980.

- Puchar Ugandy[2]:
  - finał (4): 1982, 1991, 1992, 1996.

## Występy w afrykańskich pucharach
| Sezon | Rozgrywki       | Runda | Kraj                         | Klub           | Dom | Wyjazd | Dwumecz |
| ----- | --------------- | ----- | ---------------------------- | -------------- | --- | ------ | ------- |
| 1981  | Puchar Mistrzów | 1     | Republika Środkowoafrykańska | TP USCA Bangui | 2–1 | –      | 2–1     |
| 1981  | Puchar Mistrzów | 2     | Egipt                        | Al-Ahly Kair   | 2–0 | 0–5    | 2–5     |

## Stadion
Domowe mecze klub rozgrywa na stadionie o nazwie Kakindu Municipal Stadium w Jinja, który może pomieścić 1000 widzów.

## Reprezentanci kraju grający w klubie
Stan na styczeń 2023.
| - Stephen Bogere - Alex Isabirye - Kisha Jalendo - Mathias Kaweesa - James Magala | - Fred Makhoha - Fred Mukasa - Rajab Sekalye - Saddiq Wassa |